# تپه نصرت‌آباد چای
تپه نصرت آباد چای در شهرستان بوئین‌زهرا، بخش آوج، روستای نصرت آباد واقع شده و این اثر در تاریخ ۲۵ خرداد ۱۳۸۱ با شمارهٔ ثبت ۵۷۴۴ به‌عنوان یکی از آثار ملی ایران به ثبت رسیده است.